# STAR Movies (东亚)
STAR Movies，中國大陸又名卫视国际电影台，是华特迪士尼公司所属迪士尼傳媒的一個對亚洲东部（现时以中国大陆为主）播出的西洋電影頻道（此前亦為星空傳媒的頻道），目前主要播出由华特迪士尼影业、皮克斯、漫威影业和20世纪影业推出的电影。该频道最初于1994年开播。是为少数能在中国国家广电总局134平台上合法落地播出的外资频道之一。

## 历史
1991年，卫星电视开播。卫星电视曾经对东亚地区以“卫视新闻台”的名义转播BBC世界电视台直至1994年。

1994年，由于BBC播出与中国大陆有关的涉政负面内容，引起大陆有关部门不满，而已被默多克所属新闻集团收购的卫星电视出于其对中国大陆服务的策略考量，停止对东亚地区转播BBC世界电视台。原来的转播频谱随即开播卫视电影台（STAR Movies）。在电影台开播初期，该频道在卫星上免费试播近半个月，后来因版权缘故，频道从5月1日开始加密锁码播出，仅面向有线电视业者提供卫星信号，初期以台湾和菲律宾等地为主。卫视电影台在试播期间，曾播出过文字提示卡，告知观众频道将锁码播出。以下是1994年4月卫视电影台开锁免费试播期间播出的提示卡文字内容：
在卫视电影台免费预映期间，广播时间是每日下午三时。
由五月一日起，卫视电影台将会开始锁码。台湾、菲律宾及其他国家的观众，在与当地的有线公司安排后，便能收看卫视电影台。
香港观众暂时未能收看此频道，为致使香港观众能收看卫视电影台，卫视现正努力尝试做出有关安排。
1996年3月31日 香港時間晚上7點，STAR Movies更換為第二版標識和頻道包裝，第二版標識為金黃色方框內嵌斜向的星星標識，上方有「STAR」，下方有「MOVIES」六字，與衛星電視其他頻道包裝使用統一標準（channel V部分包裝除外），節目預告包裝也與鳳凰衛視電影台相似。台標在改版之初仍繼續使用舊版星星標識（透明五角星，右側菱角上有「MOVIES」六字），幾個月後改用與新版包裝相同LOGO的方框台標。卫视电影台分拆為2台的衛視國際電影台，頻道英文名稱仍然為STAR Movies（主要播放好莱坞电影包括美国电影為主）稱為：「衛視西片台」和之前的STAR Chinese Movies，頻道中文名稱仍然為衛視電影台（主要播放粵語電影/華語電影包括中國電影、台灣電影、新加坡電影、馬來西亞電影為主）。
2001年，随着卫星电视更名为星空传媒及STAR，STAR Movies启用新版台呼及频道包装和标识，风格与今天的星空卫视相似。
2008年，STAR Movies再次更换新版台呼及频道包装和标识。为STAR Movies今天所使用的标识和包装。
STAR Movies於2012年1月1日在印度、台灣、中國大陸、越南及中東地區以外更名為FOX Movies Premium。此后，STAR Movies东亚版仅限对中国大陆和尼泊尔等少数地区的播出。
2015年，尼泊尔版本的star movies由东亚版改播有广告的印度版。
2021年4月27日，華特迪士尼公司宣布於同年10月1日停播STAR Movies中國大陸版，但实际上中国大陆统一平台和亚太七号卫星上截至2024年依旧还在传输该频道。
2021年10月1日开始，因FOX Movies停播，STAR Movies中国大陆版更换ID，新版ID的背景直接套用自FOX Movies。
目前，STAR Movies东亚版仍在维持播出。该频道所播出的广告，除STAR Movies自身播放的电影节目预告外，经常循环播放上海迪士尼度假区中文广告（但为英文旁白）以及国家地理频道、卫视体育台的节目预告。

## 各地版本播放
自从2021年以后，STAR Movies东亚版仅对中国大陆有播出。受限于中国大陆有关规定，能够合法转播接收STAR Movies的实体数量并不多。一般情况下，只有四星级及以上酒店、部分国家机关等国家规定的实体可以拥有该频道的合法获取权。
STAR Movies东亚版目前可以通过国家广播电视总局134统一平台进行接收，也可以通过亚太七号卫星4080兆赫兹进行直接接收。

## 頻道文化
台標變化
在1994年5月1日至2000年12月31日期間，STAR Movies僅在播放電視節目時顯示台標，而在廣告時段不顯示台標。而從2001年1月1日起至今，STAR Movies在任何播出時段均顯示台標，有些時候台標會出現動畫。
1994年6月30日至1995年12月31日，STAR Movies 懸掛黄蓝相间的“STAR MOVIES”字样的台標，與ID的標識相同。
1996年1月1日至1996年3月31日19時，STAR Movies 懸掛透明五角星，右側菱角寫有「MOVIES」透明斜體字的台標。
1997年3月31日至1998年8月27日，STAR Movies 懸掛金色方框藍色背景內嵌金色斜向五角星、下方金黃色框區寫有「MOVIES」六字的台標，與當時的ID標識相同。在此期間，該台標多次微調懸掛位置。
1998年8月27日至2001年1月1日，STAR Movies悬挂横向方框藍色背景內嵌金色斜向五角星、右侧金黃及蓝色色框區寫有「MOVIES」十字的台標。
2001年1月1日至2008年，STAR Movies悬挂横向方框藍色背景內嵌2001年版星星标识、右侧蓝色色框區寫有「STAR MOVIES」十字的台標。
2008年至今，STAR Movies悬挂新版台标，上方为“STAR”，下方为更大字体的蓝色“MOVIES”，中间的黄色“O”中内嵌星星标识。该班台标一直使用到今天。

## 外部連結
Template:香港电视频道